# Kuriális nemes
Kuriális nemes: kisnemes, akinek csak egy teleknyi földje van, mely adómentes nemesi föld, s azt családjával együtt ő művelte. mint parasztmódra élő és gazdálkodó nemes. 
Nem voltak jobbágyai és jobbágytelkei jobbágytelek, legfeljebb néhány birtoktalan zsellér szolgálta. A nemesi társadalomban az egytelkes nemesnél alacsonyabb státusban már csak a jobbágytelken ülő, ún. bocskoros nemesek voltak. 
A családi földaprózódás miatt a 14-15. sz: folyamatosan növekedett az egykori várjobbágyokból származó, egytelkes nemesek (nobiles unii sessioni) száma és nemességen belüli aránya. Az ilyen egytelkesekből kuriális községek alakultak. Ez a nemesi réteg már 1526 e. kb. 100 ezer főt számlált, 1720-i összeírásban 1200 kuriális nemesi település található. 